# (31665) Veblen
(31665) Veblen ist ein Asteroid des Hauptgürtels, der am 10. Mai 1999 vom italo-amerikanischen Astronomen Paul G. Comba am Prescott-Observatorium (Sternwarten-Code 684) in Arizona entdeckt wurde.
Der Asteroid ist nach dem US-amerikanischen Mathematiker Oswald Veblen (1880–1960) benannt, der ab 1932 am Institute for Advanced Study lehrte und wertvolle Beiträge in der Topologie, der Projektiven Geometrie und der Differentialgeometrie lieferte. Die Benennung erfolgte am 28. März 2002.